# Лосево (Павловский район)
Лосево — село в Павловском районе Воронежской области, административный центр Лосевского сельского поселения.

## География
Село расположено на реке Битюг в 30 км к востоку от железнодорожной станции Сагуны (линия «Лиски—Миллерово»), на федеральной автомагистрали Дон (бесплатный участок).

## История
Слобода Лосева (Лосево тож) основана Петром I, устроившим здесь конный завод для разведения породы лошадей-тяжеловозов, названых «битюгами» для конницы, в другом источнике указано село основано в 1697 году заднепровскими казаками (800 семей) приехавшим по приглашению острогожского полковника Буларта. Сначала его называли «Битюгская слобода». В 1710 году было переименовано в Лосево, в честь первого управляющего Петра Лосева.
В конце XIX — начале XX века село являлось центром Лосевской волости Павловского уезда Воронежской губернии. На 1896 год в слободе имелось 1884 двора, проживало 9711 житель из них 5140 женского полу. Имелись три каменных храма, земская и церковно-приходская школы, богадельня, проводились четыре ярмарки, с общим оборотом до ¼ миллиона рублей. По переписи 28 января 1897 года в слободе 9300 жителей.
На начало XX века в слободе Павловского уезда, Воронежской губернии проживало 5936 жителей, занимавшиеся хлебопашеством, бахчеводством и кустарными промыслами. Была почта, и проводились ярмарки.
В годы гражданской войны в России территория сельсовета стала ареной ожесточённой классовой борьбы.
С 1928 года по 1962 год Лосево было центром Лосевского района Воронежской области.

## Экономика села

### Местное хозяйство
В селе имеются предприятия: Лосевский завод «Металлист», «Лосеворемтехника». Работает рыбоводческое хозяйство ЗАО «Донобитюгский рыбак». Имеются сельскохозяйственные предприятия. В Лосево много магазинов, кафе. Есть большой круглосуточный рынок для проезжающих по Ростовской трассе (М4). Есть специальные стоянки, мойки, гостиницы для водителей-дальнобойщиков.

### Социальное обслуживание
В Лосево действуют две средние школы, музыкальная школа, два Дома культуры, две библиотеки.
Сохранилась и действует Благовещенская церковь, построенная в 1762 году.

### Транспорт и дороги
До июля 2020 г. Лосево печально славилось многокилометровой пробкой на трассе М-4 во время летних отпусков, так как дорога проходила через село. Скоростная автомагистраль в обход Лосево и Павловска открылась 4 июля 2020 г.

## Население
| Численность жителей Лосева по годам |       |        |        |       |        |       |
| 1859                                | 1900  | 1906   | 1916   | 1923  | 1925   | 1980  |
| 7220                                | ↗9572 | ↗10478 | ↗11026 | ↘9483 | ↗10789 | ↘4356 |

| 1859 | 1897  | 1959  | 2002  | 2009  | 2010  | 2021  |
| ---- | ----- | ----- | ----- | ----- | ----- | ----- |
| 7220 | ↘5936 | ↘5243 | ↘4539 | ↗4630 | ↘4398 | ↘3959 |

Демографический состав неоднороден, в селе проживают русские и украинцы. Часть населения говорит на суржике, в особенности люди старшего поколения.
Национальный состав села Лосево по данным переписи населения 1939 года: украинцы — 87,3 % или 4094 чел., русские — 12,2 % или 570 чел.

## Архитектура и достопримечательности
К сельским достопримечательностям относятся три церкви, построенные до революции и в том или ином состоянии сохранившиеся до наших дней. Полностью сохранилась Благовещенская церковь, которая ныне является действующей. Вблизи федеральной трассы «Дон» стоит колокольня разрушенной Митрофановской церкви (все остальные части не сохранились). На Базарной площади расположено здание бывшей Успенской церкви, переделанное в советское время в дом культуры.
В центре села братская могила времён Великой Отечественной войны в которой захоронено 57 человек.

## Известные люди
Уроженец села Фёдор Павлович Вислевский — Герой Советского Союза. После демобилизации работал заместителем директора Лосевской МТС. Умер в 1957 году. Именем Ф. П. Вислевского названа одна из улиц села.
Уроженкой села является знаменитая советская волейболистка, олимпийская чемпионка Ирина Макогонова (Колодяжная).